# Salgueiro (Fundão)
Salgueiro ist ein Ort und eine ehemalige Gemeinde (Freguesia) im portugiesischen Kreis Fundão. Die Gemeinde hatte 693 Einwohner (Stand 30. Juni 2011).
Am 29. September 2013 wurden die Gemeinden Salgueiro und Escarigo zur neuen Gemeinde Três Povos zusammengeschlossen. Salgueiro ist Sitz dieser neu gebildeten Gemeinde.